# Eduard Krüger (Reiter)
Eduard Krüger (* 24. März 1893 in Metz; † 5. November 1963 in München) war ein deutscher Springreiter.
Kürger nahm bei den Olympischen Sommerspielen 1928 in Amsterdam im Springreiten teil. Im Einzel wurde er mit seinem Pferd Donauwelle Zehnter und im Mannschaftswettbewerb belegte er zusammen mit Richard Sahla und Carl-Friedrich von Langen den siebten Rang. Krüger war ein ehemaliger bayerischer Artillerieoffizier, der 1919 der Polizei beitrat und schließlich Oberst der bayerischen Polizei wurde.